# 錦城斎一山 (初代)
初代 錦城斎 一山（1835年） - 1889年3月21日）。本名：内山 孝七。

## 経歴
魚屋の悴として生まれ、初代伊東潮花に入門して花林と名乗る。しかし、訥弁で才能がないとして破門を宣告されたため、二代目一龍斎貞山の門下に転じ、初代一龍斎貞吉を名乗る。1874年、二代目一龍斎貞山が夭折したため、三代目一龍斎貞山を襲名する。1885年、一龍斎貞丈に四代目一龍斎貞山の名を譲り、自ら初代錦城斎一山を襲名した。墓は渋谷区千駄ヶ谷の高雲山瑞円寺にある。戒名は一山真透居士。

## 人物
大頭のため、「頼朝公」のあだ名があった。

## 演目
「義士伝」「黒田騒動」「石山軍記」などを読み、大石内蔵助を尊敬していた。

## 弟子
- 二代目一龍斎一山
- 三代目錦城斎典山
- 邑井一